# 1992 JH3
1992 JH3 är en asteroid i huvudbältet som upptäcktes den 8 maj 1992 av den belgiske astronomen Henri Debehogne vid La Silla-observatoriet.
Asteroiden har en diameter på ungefär 11 kilometer.